# Christian Gerini
Christian Gerini, agrégé de l’Université (mathématiques), est maître de conférences en philosophie et histoire des sciences à l'Université de Toulon et Nice Sophia Antipolis (Laboratoire I3M) et à l'Université Paris-Sud 11 (Orsay). Il est connu pour son expertise sur les journaux mathématiques du XIXe siècle, sur  Henri Poincaré et William Henry Fox Talbot,. 

## Biographie
Il coordonne le projet « Nouvelles Mémoires », une association loi de 1901 à but non lucratif qui regroupe plusieurs historiens des sciences et des amateurs d'archivistique travaillant sur des textes anciens et sur des archives manuscrites inédites (domaines : sciences de la vie et de la terre,  sciences humaines, mathématiques, littérature, philosophie, pédagogie, histoire, sociologie, etc.).

### Sources et bibliographie
- Christian Gerini, « Conférence "Les messages du street art, de la rue aux musées" », sur plus.franceculture.fr, France Culture, 9 juillet 2015 (consulté le 16 décembre 2015)
- 2015 : Christian Gerini, « Le street art, entre institutionnalisation et altérité », in: L’artiste, un chercheur pas comme les autres, Revue Hermes, 2015/2 (n°72) CNRS Éditions, Paris, novembre 2015.